# Eurychoria meloda
Eurychoria meloda là một loài bướm đêm trong họ Geometridae.